# Мичманская улица (Санкт-Петербург)

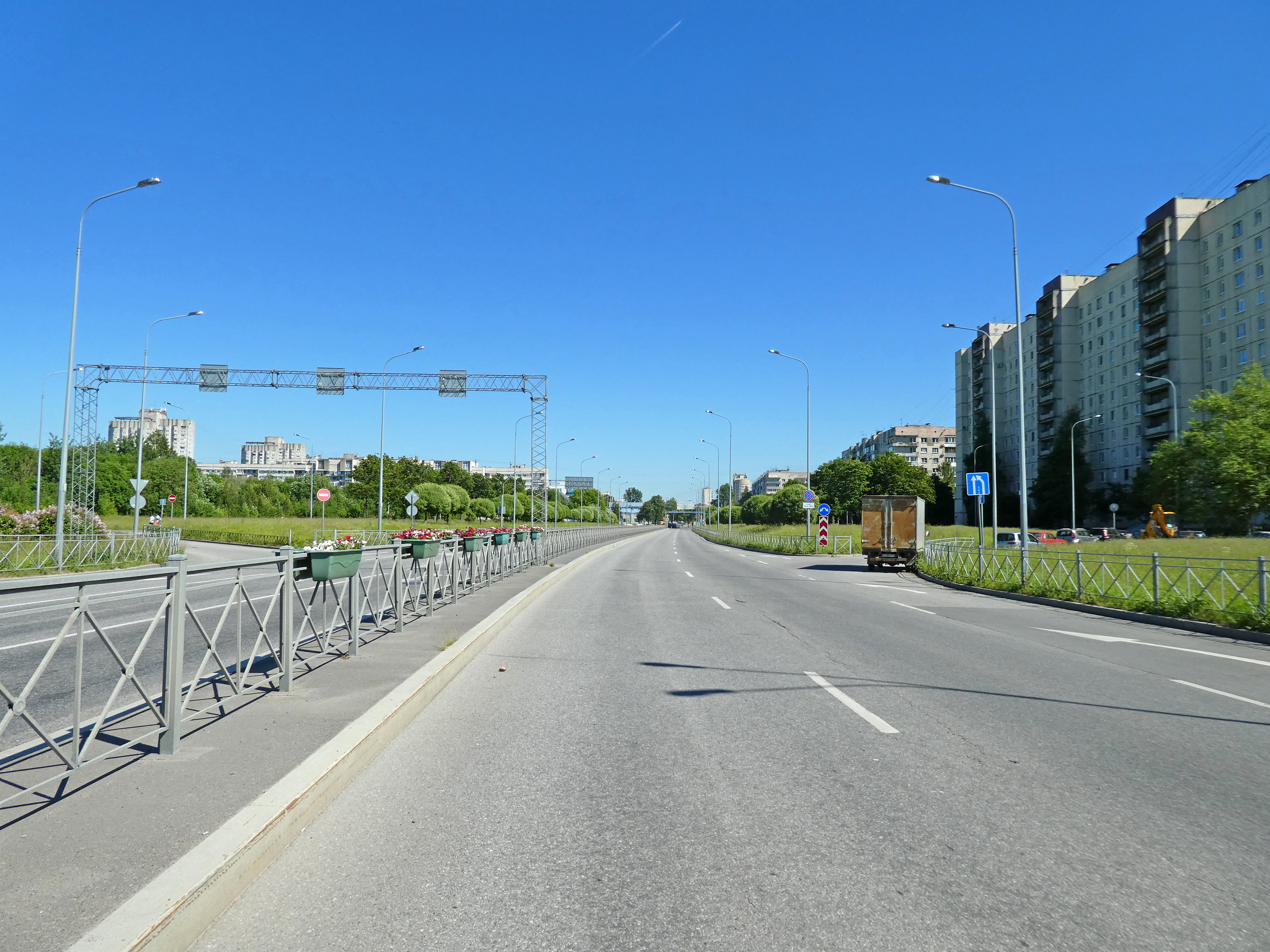
«Новая» Мичманская улица, вид в сторону улицы Кораблестроителей

Ми́чманская улица — улица в Василеостровском районе Санкт-Петербурга. Проходит от улицы Кораблестроителей до пассажирского порта «Морской фасад».

## История
Мичманская улица получила имя 29 декабря 1972 года в ряду близлежащих улиц, названных «в честь славных моряков Балтийского флота» в ряду других улиц, в названиях которых отражены должности состава военно-морского флота.
В августе 2012 года открыт участок с шестиполосным движением от улицы Кораблестроителей до пассажирского порта Морской фасад. Фактически, улица была проложена заново по зелёной зоне между старой Мичманской улицей и безымянным дворовым проездом, старая Мичманская улица и дворовый проезд стали соответственно левым и правым проездами-дублёрами («карманами») новой Мичманской улицы. Старая улица имела лишь две полосы и проходила от проезда-дублёра улицы Кораблестроителей до Морской набережной. Официально новый участок включили в состав Мичманской улицы 21 июня 2016 года, до этого он был безымянным.

## Достопримечательности
- Детский сад № 30 (дом 2, корпус 2)
- Пассажирский порт «Морской фасад».

## Транспорт
Проходят автобусные маршруты №№ 158(Морской вокзал №4 — Наличная ул.); 168 (наб. Миклухо-Маклая — Наличная ул.) и 220 (наб. Миклухо-Маклая — Крестовский о-в)
Ближайшая станция метро — «Приморская».